# Slagskott (film)
Slagskott (engelska: Slap Shot) är en amerikansk komedifilm som hade biopremiär i USA den 25 februari 1977, regisserad av George Roy Hill med Paul Newman och Michael Ontkean bland rollerna.

## Handling
Ishockeyklubben Charlestown Chiefs är nära att upplösas, för att lösa problemet sprider tränaren och ishockeyspelaren Reggie Dunlop uppgifter att klubben är uppköpt. Samtidigt värvar de senare den brutala trion The Hanson Brothers och laget börjar vinna matcher och intresset för ishockeyn ökar.

## Rollista (i urval)
- Paul Newman - Reggie Dunlop
- Strother Martin - Joe McGrath
- Michael Ontkean - Ned Braden
- Jennifer Warren - Francine Dunlop
- Lindsay Crouse - Lily Braden
- Jerry Houser - Dave 'Killer' Carlson
- Andrew Duncan - Jim Carr

## Om filmen
- Filmen hade premiär i Sverige den 5 juli 1977 och hade 15 år som åldersgräns.[3]